# Ayokay
Alex O'Neill, mais conhecido pelo nome artístico Ayokay, é um produtor e DJ americano de Grosse Pointe, Michigan.
O'Neill frequentou o ensino médio com Mike Temrowski, que se tornou Quinn XCII; os dois trabalharam juntos enquanto ambos eram estudantes universitários em diferentes universidades em Michigan. Seu single de 2016 “Kings of Summer” foi escolhido por Ian Desmond, então jogador de beisebol do Texas Rangers, como sua música de caminhada, o que aumentou a popularidade da faixa e levou a um contrato de gravação com a Columbia. O'Neill então se mudou para Los Angeles, lançando um álbum completo, In the Shape of a Dream, que contou com vários artistas, incluindo Jeremy Zucker, Quinn XCII, Nightly, Jenny Mayhem, Future Jr. e Katie Pearlman em 2018. Ele teve dois singles de sucesso na Billboard Hot Dance/Electronic Songs Chart: “Kings of Summer” com Quinn XCII, que alcançou a posição #18 em 2016, e “The Shine” com Chelsea Cutler, que alcançou a posição #50 em 2017.

## Discografia
| Álbuns | Álbuns            | Álbuns                                                                                          |
| Título | Ano de lançamento | Detalhes                                                                                        |
| --- | ----------------- | ----------------------------------------------------------------------------------------------- |
| In the Shape of a Dream (com Nightly, Jeremy Zucker, Quinn XCII, Jenny Mayhem, Future Jr., e Katie Pearlman) | 2018              | - Gravadora: Columbia Records - Contagem de músicas: 10 - Formatos: Download digital, Streaming |

| Singles e EPs                      | Singles e EPs     | Singles e EPs                                                                          |
| Título                             | Ano de lançamento | Detalhes                                                                               |
| ---------------------------------- | ----------------- | -------------------------------------------------------------------------------------- |
| We Come Alive (Side A)             | 2019              | - Gravadora: Columbia Records - Estilo: EP - Formatos: Download digital, Streaming     |
| "Sleeping Next to You"             | 2019              | - Gravadora: Columbia Records - Estilo: Single - Formatos: Download digital, Streaming |
| "California Will Never Rest"       | 2019              | - Gravadora: Columbia Records - Estilo: Single - Formatos: Download digital, Streaming |
| "Move On"                          | 2019              | - Gravadora: Columbia Records - Estilo: Single - Formatos: Download digital, Streaming |
| "Cassette"                         | 2017              | - Gravadora: Columbia Records - Estilo: Single - Formatos: Download digital, Streaming |
| "Too Young" (com Baker Grace)      | 2017              | - Gravadora: Columbia Records - Estilo: Single - Formatos: Download digital, Streaming |
| "The Shine" (com Chelsea Cutler)   | 2017              | - Gravadora: Columbia Records - Estilo: Single - Formatos: Download digital, Streaming |
| 4 ft to Infinity                   | 2016              | - Gravadora: Columbia Records - Estilo: EP - Formatos: Download digital, Streaming     |
| "Kings of Summer" (com Quinn XCII) | 2016              | - Gravadora: Columbia Records - Estilo: Single - Formatos: Download digital, Streaming |